# 戦略情報局

OSSの記章

戦略情報局（せんりゃくじょうほうきょく、Office of Strategic Services、略称：OSS）は、第二次世界大戦中の情報機関。アメリカ統合参謀本部の部局として戦線の敵側におけるアメリカ軍のためのエスピオナージ（スパイ活動）を調整するために設置され、他にプロパガンダ、転覆・破壊、戦後に関する企画などを任務とした。
Office of Strategic Servicesの日本語訳としては、戦略情報局の他、戦略諜報局、戦略任務局、戦略事務局などがある。
情報調整局（Office of the Coordinator of Information、OCOI）の後身の1つとして、設置された1942年6月13日から解散された1945年9月20日まで活動し、長官を前身の情報調整官（Coordinator of Information、COI）だったウィリアム・ドノバン少将が続投して解散まで一貫して務め、その後も曲折を経て現在の中央情報局（CIA）の前身となった。
2016年12月14日、過去に遡って組織・集団として議会名誉黄金勲章を授与された。

## 概要

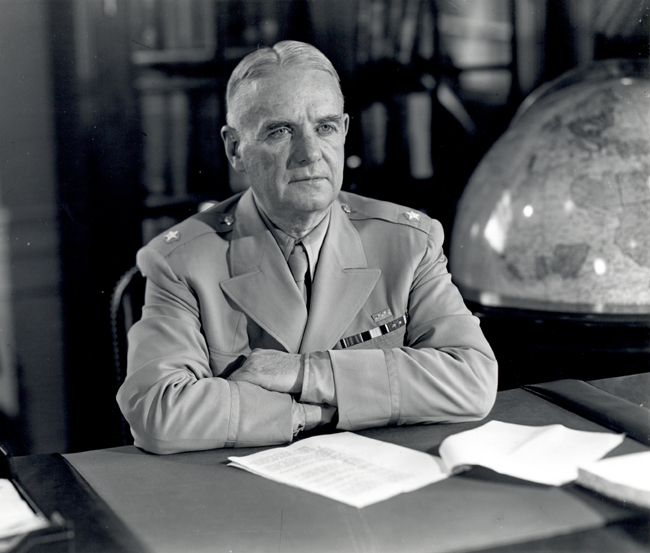
ウィリアム・ドノバンOSS長官（1945年頃）

草創期は陸軍の将兵を機関員に充てていた。しかし、第二次世界大戦に参戦してからは大学生等を多数徴募し、彼らを機関員として育成した。戦中は主に戦略情報の収集や分析、諜報及び特殊活動を担当した。ヨーロッパ戦線、太平洋戦線に多数の機関員をおくり、枢軸国支配地域の全域に現地人によるレジスタンスの設立、及び破壊・撹乱工作を行ってきた。
機関員が良家ばかりであったので、「Oh So Social（オー・ソー・ソーシャル）」などと揶揄された。M・M・ヴァールブルク&COのジェームズ・ウォーバーグやモルガン家の者が在籍した。2008年8月14日、米国立公文書館が公開した資料によって、日本で活躍した野球選手のモー・バーグや、俳優のスターリング・ヘイドン、映画監督のジョン・フォードらが工作員であったことがわかった。
第二次世界大戦の終結後、海外に派兵していたアメリカ軍の復員とともに組織自体も徐々に縮小した。SSU（戦略諜報部隊）、CIG（中央情報グループ）等の数次の変遷を経て1947年にCIAに改組した。
アメリカに亡命したワイマールドイツの知識人集団フランクフルト学派も、OSS顧問として戦後日本の統治の基本方針を築いたといわれる。この学派のフランツ・レオポルド・ノイマンはOSSのドイツ課で辣腕を発揮したが、ベノナ文書でソ連のスパイであったことが後に判明している。

## 主な活動

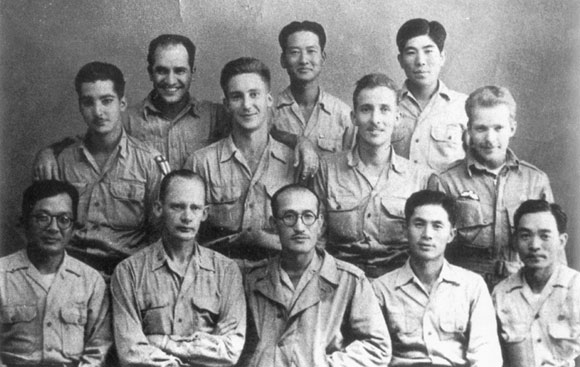
イーグル・プロジェクトに従事した米韓の将校たち

1942年にはオリビア計画を策定、中国・満州・米国在住の朝鮮人をカナダの諜報学校で訓練し、対日戦線に送り込む計画であった。しかしこの秘密工作は、既に重慶で大韓民国臨時政府や亡命朝鮮人を支配下に置いていた蔣介石の情報機関「戴笠機関」と衝突し、ジョセフ・スティルウェルの反対もあってなかなか実現しなかった。しかし欧州戦線においてナチス・ドイツの敗北が決定的になると、日本における本土決戦を想定し、李範錫 (1925年生の政治家)の提案を受け、1944年10月には中国戦区OSS秘密情報課が韓国光復軍との共同作戦を決定した。
1945年2月以降は、朝鮮人学徒隊員を選定し、情報・通信訓練を実施し、諜報員として朝鮮本土の重要拠点に侵入させるイーグル・プロジェクト（Eagle Project、독수리 작전）を始動させ、3月にアルバート・ウェデマイヤー中国戦区司令官の最終承認を得た。イーグル・プロジェクトでは、3か月間の訓練の後、京城、釜山、平壌、新義州、清津など5か所の重要拠点に諜報員を侵入させ、各地の日本海軍の基地や兵站線、飛行場、軍事施設、産業施設、交通網などの情報を収集し、米韓合同軍が朝鮮本土に上陸後は朝鮮での大衆蜂起を支援する計画で、張俊河ら45人が選定された。4月以降、重慶から西安郊外の社曲にあった光復軍第2支援本部に移動し、クライド・サージェント（Clyde Sargent）大尉の下、5月1日から8月4日まで本格的な訓練を実施した。8月9日には金九とウィリアム・ドノバンの訪問を受け、侵入部隊を率いるウィリアム・バード（William Bird）中国戦区OSS副司令官は隊員らに出撃待機を命令したが、8月10日に突如、日本のポツダム宣言受諾の報に触れることとなり、OSSと光復軍は作戦変更を余儀なくされた。OSSは東北野戦司令部を編成し、急遽朝鮮半島に派遣することを命じた。新たな任務は情報収集、朝鮮総督府や日本軍の文書押収、連合軍捕虜の救護と送還などであった。総責任者はウィリアム・バードであったが、ジョン・リード・ホッジ中将に引き継がれ、イーグル・プロジェクトは10月1日に正式に解体された。
一方、タイ王国はイギリスから爆撃されてピブン政権が枢軸国の一員として宣戦布告した。しかし駐米大使セーニー・プラーモートが宣戦布告の通達を拒否した上、合衆国政府と計って留学生らを組織し抗日運動「自由タイ運動」を展開した。留学生の内21名がOSSに入隊し、タイ国内における諜報活動等の準備をすすめ、地下活動の訓練を受けた後、タイ国内に潜入し、終戦時には5万人以上のレジスタンスを組織するまでにいたった。なお、現在、タイ・シルクの有名ブランドである『ジム・トンプソン』の創立者ジム・トンプソンは、OSSのバンコク支局長としてタイに入国したのが、その後のビジネスを興す契機となった。
日本の真珠湾攻撃を受けたときは、寺崎英成が一家で訪れていたバージニア州アレクサンドリアのコリングウッドレストランを日系一世・二世要員の詰め所にした。このレストランは1974年に廃業した。3年後にフリーメイソンの米軍人支部が取得し、現在の Collingwood Library & Museum に改装された。一家は連邦捜査局（FBI）に引き離され、監視された。
二世部隊は、ビルマ周辺の山岳民族を組織してゲリラ部隊と協力して日本軍と戦い、海南島の捕虜収容所で捕虜を解放。その後香港へ向かい1945年9月16日、ペニンシュラホテルでの降伏調印式を見守った。ラルフ円福（Ralph Yempuku）もその一人だった。ハワイの興行プロモーターで、日米の橋渡しも果たした斯界の大物として知られる。弟のドナルドは、日本で職を得て帰化してから、同じ場所で日本軍将校の通訳をしていた。そのとき敵である兄に声をかけられなかった。
ナチスドイツの降伏後、アメリカ側に投降した陸軍少将ラインハルト・ゲーレンのアメリカ密入国に関わり、対ソ諜報組織の「ゲーレン機関」を創設した。